# Беттсвілл (Огайо)
Беттсвілл (англ. Bettsville) — селище (англ. village) в США, в окрузі Сенека штату Огайо. Населення — 595 осіб (2020).

## Географія
Беттсвілл розташований за координатами 41°14′39″ пн. ш. 83°14′2″ зх. д. / 41.24417° пн. ш. 83.23389° зх. д. (41.244053, -83.233878).  За даними Бюро перепису населення США в 2010 році селище мало площу 1,35 км², уся площа — суходіл.

## Демографія
Згідно з переписом 2010 року, у селищі мешкала 661 особа в 281 домогосподарстві у складі 187 родин. Густота населення становила 490 осіб/км².  Було 318 помешкань (236/км²).
Расовий склад населення:
| - 97,3 % — білих - 1,2 % — азіатів - 0,2 % — корінних американців - 1,1 % — осіб інших рас |

До двох чи більше рас належало 0,3 %. Частка іспаномовних становила 8,3 % від усіх жителів.
За віковим діапазоном населення розподілялося таким чином: 23,4 % — особи молодші 18 років, 61,0 % — особи у віці 18—64 років, 15,6 % — особи у віці 65 років та старші. Медіана віку мешканця становила 40,3 року. На 100 осіб жіночої статі у селищі припадало 102,8 чоловіків;  на 100 жінок у віці від 18 років та старших — 99,2 чоловіків також старших 18 років.
Середній дохід на одне домашнє господарство  становив 49 090 доларів США (медіана — 45 208), а середній дохід на одну сім'ю — 59 606 доларів (медіана — 52 500). Медіана доходів становила 40 682 долари для чоловіків та 34 750 доларів для жінок. За межею бідності перебувало 13,1 % осіб, у тому числі 19,6 % дітей у віці до 18 років та 6,8 % осіб у віці 65 років та старших.
Цивільне працевлаштоване населення становило 280 осіб. Основні галузі зайнятості: виробництво — 27,5 %, роздрібна торгівля — 14,6 %, освіта, охорона здоров'я та соціальна допомога — 10,4 %, фінанси, страхування та нерухомість — 9,6 %.